# България, тази вечна ерес
„България, тази вечна ерес“ е филм-пътешествие за саксофониста Калоян и циганката танцьорка Диана, които се скитат из цяла България в търсене на утопичното село Делфиново.Това е игрално-документално, музикално-антропологично, научно-магично, еко-анархо-утопично пътешествие в релеф от осем части.